# Hans Riegel junior
Pour les articles homonymes, voir Riegel.
Hans Riegel junior, né le 10 mars 1923 et mort le 15 octobre 2013, est un chef d'entreprise allemand, président du groupe Haribo et fils de Hans Riegel et Gertrud Vianden.